# Poslanska skupina Pozitivne Slovenije
Poslanska skupina Pozitivne Slovenije (kratica PS) je poslanska skupina, ki jo sestavljajo poslanci, ki so bili izvoljeni na listi Pozitivne Slovenije.

## Sestava

### Mandat 2011-14
- Alenka Bratušek
- Alojzij Potočnik
- Alenka Pavlič
- Jerko Čehovin
- Tina Komel
- Lejla Hercegovac
- Gašpar Gašpar - Mišič
- Tamara Vonta
- Mitja Meršol
- Janja Klasinc
- Maša Kociper
- Zoran Janković
- Saša Kos
- Jani Möderndorfer
- Roman Jakič
- Melita Župevc
- Maja Dimitrovski
- Matjaž Zanoškar
- Jože Kavtičnik
- Stanko Stepišnik
- Barbara Žgajner Tavš
- Jože Velikonja
- Renata Brunskole
- Dragan Bosnić
- Peter Vilfan
- Borut Ambrožič
- Darko Jazbec
- Branko Ficko